# Elizabethton
Elizabethton is een plaats (city) in de Amerikaanse staat Tennessee, en valt bestuurlijk gezien onder Carter County.

## Demografie
Bij de volkstelling in 2000 werd het aantal inwoners vastgesteld op 13.372.
In 2006 is het aantal inwoners door het United States Census Bureau geschat op 13.933, een stijging van 561 (4.2%).

## Geografie
Volgens het United States Census Bureau beslaat de plaats een oppervlakte van
24,3 km², waarvan 23,7 km² land en 0,6 km² water. Elizabethton ligt op ongeveer 509 m boven zeeniveau.

## Plaatsen in de nabije omgeving
De onderstaande figuur toont nabijgelegen plaatsen in een straal van 12 km rond Elizabethton.